# 1955 en droit
Cet article présente les faits marquants de l'année 1955 en droit.

## Évènements
- 15 mai : signature à Vienne du Traité d'État autrichien (Österreichischer Staatsvertrag) concernant le rétablissement d'une Autriche indépendante et démocratique.
- 15 juin : convention de La Haye sur les ventes internationales de marchandises[1].

## Décès
- 1er avril  : Boris Mirkine-Guetzevitch, 63 ans, juriste russe, professeur de droit constitutionnel. (° 1er janvier 1892).